# Волзький трамвай
Волзький трамвай — діюча трамвайна мережа міста Волзький Волгоградської області, Росія. Трамвай у Волзькому працює з 30 грудня 1963. Волзький — єдине місто в колишньому СРСР, де трамвайний рух відкривали нові вагони Gotha T2-62 (В2-62). Систему експлуатує МУП «Волзька автоколона № 1732» (раніше — ВМУП «Міськелектротранс»).

## Опис мережі
Трамвайна система Волзького складається з кільцевої лінії, від якої відходять три гілки — одна вглиб промзони, дві інші — по мостах через залізницю Волгоград — Астрахань в житлову частину Волзького. Відмінною особливістю є те, що більша частина мережі розташована у промзоні.

## Маршрути
| Перелік трамвайних маршрутів в місті Волзький | Перелік трамвайних маршрутів в місті Волзький | Перелік трамвайних маршрутів в місті Волзький | Перелік трамвайних маршрутів в місті Волзький | Перелік трамвайних маршрутів в місті Волзький                                                                               |
| №                                             | Початковий пункт                              | Кінцевий пункт                                | Дата відкриття                                | Примітки |
| --------------------------------------------- | --------------------------------------------- | --------------------------------------------- | --------------------------------------------- | --- |
| 1                                             | Вулиця Логінова                               | Хімволокно                                    | 30.12.1963                                    | |
| 2                                             | Селище Робоче                                 | Оргсинтез                                     | 28.03.1968                                    | |
| 2А                                            | Селище Робоче                                 | Хімволокно                                    | 25.10.1972                                    | |
| 3                                             | Вулиця Логінова                               | Селище Робоче                                 | 01.07.1976                                    | |
| 4                                             | Вулиця Логінова                               | Вулиця Карбишева                              | 01.03.1991                                    | |
| 4А                                            | Вулиця Логінова                               | Вулиця Оломоуцька                             | 01.07.2005                                    | |
| 5                                             | Вулиця Карбишева                              | ТЕЦ-1                                         | 01.04.1993                                    | Скасований з 01.01.2014 |
| 6                                             | Вулиця Оломоуцька                             | Оргсинтез                                     |                                               | Скасований з 01.03.2007, у наступні роки до 09.01.2018 за цим напрямком відбувалися замовлені рейси по буднях двічі на день |
| 7                                             | Вулиця Оломоуцька                             | ТЕЦ-1                                         | 02.12.2004                                    | |
| 7К                                            | Вулиця Карбишева                              | ТЕЦ-1                                         |                                               | Призначений після закриття маршруту № 5                                                                                     |

Від трамвайного трикутника (роз'їзд ВПЗ) на схід на відстані близько 1 км  трамвай прямував до ВПЗ-15. На теперішній час майже всі колії демонтовані. Це єдина закрита лінія в Волзькому.

## Рухомий склад
Парк вагонів представлено: Tatra T3SU  i КТМ-5. Новітні трамвайні вагони 71-619К та 71-619КТ-01. Всі вагони є однокеровані і односторонні, за винятком двох вагонів КТМ-11, які є двосторонні. Станом на середину 2010-х років в експлуатації перебувало 76 вагонів:
| Tatra T3SU             | 33 / 27 |
| 71-605 (КТМ-5М3)       | 20 / 16 |
| 71-605А                | 4 / 4   |
| 71-611                 | 2 / 2   |
| 71-619К                | 2 / 2   |
| 71-619КТ-01            | 1 / 1   |
| Tatra T3SU [дводверна] | 3 / 0   |
| Всього:                | 65 / 52 |
| Службовий              |         |
| Tatra T3SU [дводверна] | 1 / 1   |
| ВТК-01                 | 1 / 1   |
| ГС-4 (ГВРЗ)            | 1 / 0   |
| Всього:                | 3 / 2   |
| Музейний               |         |
| Gotha B2-62            | 1 / 0   |